# Dadikák
Dadikák, ókori perzsa néptörzs (a régi perzsa szent könyvben, az Avesztában dajdiki gyalogost jelent), amely szattagüdákkal, aparütákkal és a gandarioszokkal együtt a hetedik szatrapiát képezte. Feltehetőleg Margianától délre laktak. Hérodotosz tesz említést róluk történeti munkájában.